# Believe in Me (canción de Lenny Kravitz)
«Believe in Me» es una canción del artista estadounidense Lenny Kravitz. Fue lanzado el 23 de abril de 2002 como tercer sencillo de su sexto álbum titulado, Lenny.
En el vídeo aparece Kravitz cantando en varios lugares: en una zona urbana y en un campo. El vídeo contó con la colaboración de la actriz Keenan MacWilliam.
Logró posicionarse en los primeros lugares de varias listas europeas, entre ellas, en Portugal, Países Bajos y Bélgica.

## Posicionamiento
| Listas (2002)            | Posición |
| ------------------------ | -------- |
| Austria                  | 42       |
| Bélgica                  | 8        |
| European Hot 100 Singles | 46       |
| Alemania                 | 14       |
| Italia                   | 10       |
| Países Bajos             | 7        |
| Portugal                 | 6        |
| Suiza                    | 29       |